# Jennifer 8
A Jennifer 8 1992-es amerikai thriller, melyet Bruce Robinson írt és rendezett. A főbb szerepekben Andy García, Uma Thurman és John Malkovich látható.

## Cselekmény
John Berlin, a Los Angeles-i rendőrség egykori munkatársa házassága összeomlása után a kiégés felé tart. Egy régi barátja és kollégája, Freddy Ross meghívására Berlin Észak-Kalifornia egyik vidéki városába megy, hogy munkát vállaljon az eurekai rendőrségnél.  Berlin szúrja a szemét új kollégáinak, különösen John Taylornak, akit azért hagytak ki az előléptetésből, hogy helyet csináljanak Berlinnek.
Miután a helyi szeméttelepen egy szemeteszsákban megtalálja egy nő levágott kezét, Berlin újraindítja egy azonosítatlanul meggyilkolt lány, becenevén „Jennifer” ügyét, amely a rendőrség hat hónapos teljes körű erőfeszítése ellenére is megoldatlan maradt. Berlin szokatlanul sok sebhelyet észlel a kézen, valamint kopásokat az ujjhegyeken, amelyekről rájön, hogy a Braille-írás olvasásából származnak, és megállapítja, hogy a lány vak. Kezdi azt hinni, hogy az esetek összefüggnek. Berlin mindent megtesz, hogy meggyőzze Freddyt és a kollégáit a gyanújáról, de Taylor és Citrine rendőrfőnök nem hajlandó elhinni, hogy a szeméttelepen talált kéz bármilyen módon összefügg a többi üggyel.
Miután konzultál korábbi Los Angeles-i kollégáival, Berlin rájön, hogy az elmúlt négy évben hat nőt, többségükben vakot, vagy holtan találtak, vagy még mindig eltűntként keresik, mindannyian San Diego 500 km-es körzetében. Meggyőződése, hogy „Jennifer” volt a hetedik áldozat, és az a lány, akinek a kezét a szeméttelepen találták meg, „Jennifer 8”, vagyis a nyolcadik áldozat. Miközben a halott és eltűnt vak lányok közötti kapcsolatokat vizsgálja, találkozik a vak zenetagozatos Helena Robertsonnal, és megállapítja, hogy annak szobatársa, Amber volt a nyolcadik áldozat. Berlin az ügy megszállottjává válik, annak ellenére, hogy szinte teljesen hiányzik a szilárd bizonyíték, és romantikus kapcsolatba kerül Helenával, aki hasonlít a volt feleségére.
Egy Helenát ért támadás után Ross elkíséri Berlint egy megfigyelésre az intézetbe, ahol Helena egy kollégiumban lakik, miután Helena Ross feleségével, Margie-val hagyta. Amikor egy zseblámpát látnak világítani ugyanazon az emeleten, mint Helena lakása, Berlin utánajár, és a gyilkos eszméletlenre veri, majd Berlin .32-es pisztolyával lelövi és ezzel megöli Rosst. Ezután következik Berlin kimerítő kihallgatása St. Anne FBI különleges ügynök által. St. Anne világossá teszi Berlin számára, hogy őt tartja Ross gyilkosának, de véletlenül olyan információkat is elárul, amelyek segítségével Berlin rájön, hogy Taylor őrmester az igazi gyilkos. Berlin elmondja St. Anne-nak és Citrine-nek, hogy szerinte ki a gyilkos, de következtetéseit hitetlenkedéssel fogadják. Berlint letartóztatják Ross meggyilkolásáért, de Margie leteszi érte az óvadékot, mert szerinte nem Berlin a gyilkos.
Berlin visszatér Margie házához, és megtudja, hogy Margie visszavitte Helenát az intézetbe. Attól tartva, hogy Helena és Margie veszélyben vannak, Berlin az intézetbe siet, de nem ér oda Taylor elé, aki betör, és egy nőt üldöz, akit Helenának hisz a kollégiumban. Végül utoléri a nőt, de megdöbbenve tapasztalja, hogy a nő, akit üldözött, valójában Margie, aki agyonlövi, megbosszulva férjét és lezárva az addig megoldatlan ügyet.

## Szereplők
| Szerep               | Színész          | Magyar hang       |
| -------------------- | ---------------- | ----------------- |
| John Berlin őrmester | Andy Garcia      | Kautzky Armand    |
| Freddy Ross őrmester | Lance Henriksen  | Rajhona Ádám      |
| Helena Robertson     | Uma Thurman      | Rudolf Teréz      |
| John Taylor          | Graham Beckel    | Benkóczy Zoltán   |
| Margie Ross          | Kathy Baker      | Prókai Annamária  |
| Citrine százados     | Kevin Conway     | Végh Péter        |
| St. Anne ügynök      | John Malkovich   | Haás Vander Péter |
| Travis               | Perry Lang       | Széles László     |
| Bisley               | Nicholas Love    | Rajkai Zoltán     |
| Angelo Serato        | Michael O'Neill  | Wohlmuth István   |
| Venables             | Paul Bates       | Szűcs Sándor      |
| Goodridge            | Bob Gunton       | Balázsi Gyula     |
| Blattis              | Lenny von Dohlen | Mihályi Győző     |
| Bobby Rose           | Bryan Larkin     | Gerő Gábor        |
| Amanda               | Debbon Ayer      | Biró Anikó        |

## Fordítás
- Ez a szócikk részben vagy egészben  a   Jennifer 8 című angol Wikipédia-szócikk fordításán alapul.  Az eredeti cikk szerkesztőit annak laptörténete sorolja fel. Ez a jelzés csupán a megfogalmazás eredetét és a szerzői jogokat jelzi, nem szolgál a cikkben szereplő információk forrásmegjelöléseként.